# 师惟善
师惟善（Frederick Porter Smith；1833年—1888年）是19世纪英国循道会医学传教士，该会在中国湖北的先锋传教士。
师惟善出生于1833年，就读于伦敦大学国王学院。1863年末，师惟善夫妇受循道公会差遣，前往中国传教，驻湖北汉口。1864抵达汉口后，在汉正街金庭公店租屋，开设华中第一个西医诊所。1866年，在沙修道（William Scarborough）的帮助下，在汉正街彭家巷旁所建的普爱医院开业。又在武昌也设立诊所。1870年在汉口大通巷设福音堂。1871年因病回国，住谢普顿马利特。1888年病故。

## 著作
- The Rivers of China (《中国的江河》，1869)
- A Vocabulary Of Proper Names, In Chinese And English: Of Places, Persons, Tribes, And Sects, In China, Japan, Korea, Annam, Siam, Burma (《中英文专有名词词表——包括中国、日本、朝鲜、安南、暹罗、缅甸的地名、人民、部族名和宗派名》，1870)
- Frederick Porter Smith. . American Presbyterian Mission Press. 1871.
- Chinese Materia Medica: Vegetable Kingdom (1911) (with George Arthur Stuart)